# Zotalemimon costata
Zotalemimon costata là một loài bọ cánh cứng trong họ Cerambycidae.